# Philippe Luthers
 (mai 2018).
Si vous disposez d'ouvrages ou d'articles de référence ou si vous connaissez des sites web de qualité traitant du thème abordé ici, merci de compléter l'article en donnant les références utiles à sa vérifiabilité et en les liant à la section « Notes et références ».
 (janvier 2022).
- Si vous ne connaissez pas le sujet, laissez ce bandeau (vous pouvez alors contacter les auteurs).
- Si vous supprimez le contenu mis en cause (vous pouvez préalablement contacter les auteurs),

argumentez précisément cette suppression dans la page de discussion
(un manque de référence n'est pas un argument ; une recherche réelle de référence doit avoir été effectuée, être formellement documentée).
Philippe Luthers, né le 28 juillet 1955 à Liège et mort dans cette ville le 30 novembre 2007, est un animateur et producteur belge à la RTBF.

## Biographie
Philippe Luthers a fait ses études secondaires à l’athénée royal de Chênée de 1967 à 1973.
Dès le milieu des années 1970, il s’adresse à la station régionale de Liège de la RTBF, radio télévision publique francophone belge, pour y réaliser des petits boulots à côté de ses études de logopédie. Il commence par des remplacements de Roger Francel, titulaire à l'époque de Liège Matin, une émission qui était une véritable institution dans la région liégeoise.
De la radio régionale, il est passé à la télévision en prime time avec l'émission Cœur et pique où il a notamment reçu Jean-Jacques Goldman, Francis Cabrel, Julien Clerc et Renaud.
Il a aussi présenté : 
- Videogam avec Jean-Pierre Hautier, la première émission à diffuser des clips en Belgique
- Marmots, une émission avec des enfants.
- La chanson du siècle, une émission qui retraçait l'histoire de la chanson française.

Il passa ensuite de l'autre côté de la caméra pour produire Tour de Chance, les spectacles de l'humoriste François Pirette les frères Taloche, il fut aussi l'une des chevilles ouvrières au festival de la chanson de Spa qui deviendra plus tard les Francofolies de Spa.
En 2003, à la suite du Plan Magellan, il devient un des responsables du divertissement de la télévision publique (Génies en herbe, Y a pas pire conducteur, Bonnie and Clyde).
En 2006, il apprend qu’il est atteint d’un cancer. Le 30 novembre 2007 il décède à l’hôpital de la Citadelle de Liège à l’âge de 52 ans. Ses funérailles sont célébrées en l’église Saint-François de Sales de Liège le 5 décembre 2007 en présence de toute une série de personnalités parmi lesquels de nombreux artistes comme les Frères Taloche. Les obsèques sont suivies de la crémation et de la dispersion des cendres dans la plus stricte intimité.
Il était le frère aîné de Thierry Luthers, journaliste sportif à la RTBF.